# Gerald Backhouse
Gerald Ian d’Acres Backhouse (ur. 6 grudnia 1912 w Terang w stanie Wiktoria, zm. 28 grudnia 1941 w Dearham) – australijski lekkoatleta, średniodystansowiec.
Podczas igrzysk olimpijskich w Berlinie (1936) odpadł w eliminacjach na 1500 metrów, a na 800 metrów zajął 8. miejsce.
W 1938 zdobył srebrny medal igrzysk Imperium Brytyjskiego w biegu na milę, w biegu na 880 jardów zajął 7. miejsce.
Czterokrotny mistrz Australii: dwa złote medale na 880 jardów (1936 i 1937) oraz dwa złote medale w biegu na milę (1936 i 1937).
Wielokrotny rekordzista kraju.

## Rekordy życiowe
- Bieg na 800 metrów – 1:53,2 (1936)
- Bieg na milę – 4:12,3e (1938)